# Mark Coleridge

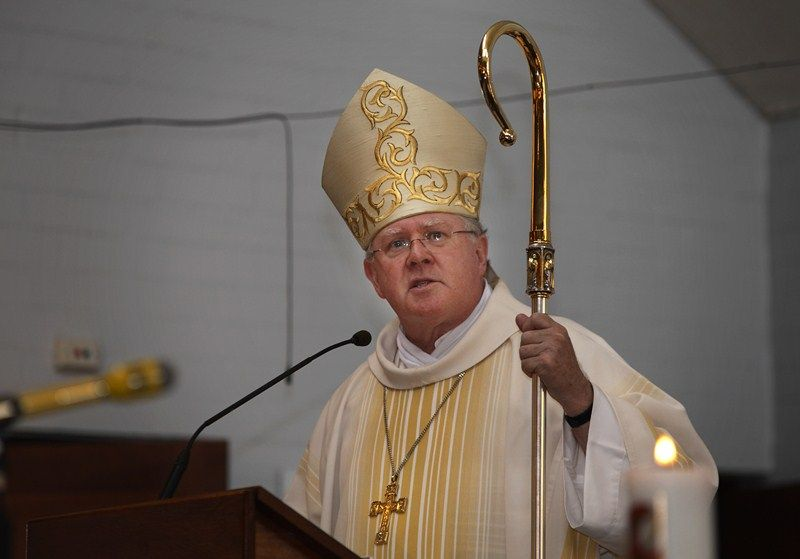
Mark Coleridge 2011 in Canberra

Wappen als Erzbischof von Brisbane

Wappen als Erzbischof von Canberra and Goulburn (2006–2012)

Mark Benedict Coleridge (* 25. September 1948 in Melbourne, Australien) ist ein römisch-katholischer Geistlicher und emeritierter Erzbischof von Brisbane.

## Leben
Mark Benedict Coleridge studierte Theologie an der Universität Melbourne und empfing 1974 durch John Anthony Kelly die Priesterweihe für das Erzbistum Melbourne. Nach seelsorgerischer Tätigkeit studierte er von 1980 bis 1984 am Päpstlichen Bibelinstitut in Rom und Jerusalem. Ab 1985 lehrte er am Catholic Theological College in Melbourne. 1988 wurde er in Biblischer Exegese am Päpstlichen Bibelinstitut in Rom und Jerusalem promoviert. Ab 1998 war er im Staatssekretariat, dem Außenministerium des Vatikans, tätig. 2001 wurde er zum Monsignore (Kaplan Seiner Heiligkeit) ernannt.
Am 3. Mai 2002 ernannte ihn Papst Johannes Paul II. zum Titularbischof von Theveste und zum Weihbischof im Erzbistum Melbourne. Die Bischofsweihe spendete ihm am 19. Juni desselben Jahres der Erzbischof von Melbourne, Denis Hart; Mitkonsekratoren waren Francesco Canalini, damaliger Apostolischer Nuntius in Australien, und George Pell, Erzbischof von Sydney. Sein Wahlspruch Sanguis et Aqua („Blut und Wasser“) entstammt dem Johannesevangelium (Joh 19,34 ). 2006 wurde er zum Erzbischof von Canberra-Goulburn bestellt. Am 2. April 2012 ernannte ihn Papst Benedikt XVI. zum Erzbischof von Brisbane. Die Amtseinführung fand am 11. Mai desselben Jahres statt.
Er war von 1995 bis 1997 Mitglied der Internationalen Kommission für Englisch in der Liturgie (International Commission on English in the Liturgy). 2002 war er und ein Mitglied der Kommission für Liturgie der australischen Bischofskonferenz, dessen Generalsekretär im Jahr 2003. Im Jahr 2004 wurde er zum Vorsitzenden der Redaktion des römischen Messbuches ernannt sowie zum Vorsitzenden der Internationalen Kommission für die Vorbereitung einer englischsprachigen Ausgabe. Er ist zudem Vorsitzender der Kommission für Liturgie der australischen Bischofskonferenz.
Er ist Großoffizier des Ritterorden vom Heiligen Grab zu Jerusalem und Großprior der Statthalterei Queensland des Ordens; Joseph John Oudeman wurde ihm als Koadjutor-Großprior zur Seite gestellt.
2023 erklärte Coleridge, „verheiratete Männer der australischen Ureinwohner zu katholischen Priestern weihen“ zu wollen. Dafür brauche es aber eine „Ausnahmeregelung für verheiratete indigene Priester“.
Am 18. Juni 2025 nahm Papst Leo XIV. sein altersbedingtes Rücktrittsgesuch an.